# Aleksandr Diediuszko
Aleksandr Wiktorowicz Diediuszko (ros. Александр Викторович Дедюшко) (ur. 20 maja 1962 w Wołkowysku, zm. 3 listopada 2007 w obwodzie włodzimierskim w Rosji) – rosyjski aktor telewizyjny i filmowy, znany z ról w dramatach wojennych, jak również występów w rosyjskiej wersji „Dancing with the Stars”.

## Filmografia (wybór)
- 2009 – Taras Bulba (Тарас Бульба) – Ataman Kokubenko
- 2004 – Kierowca dla Wiery (Водитель для Веры) – agent KGB
- 1997 – Złodziej (Bop) – żołnierz na stacji kolejowej